# Franz Hoffmann (Schriftsteller)
Alexander Friedrich Franz Hoffmann (* 21. Februar 1814 in Bernburg; † 11. Juli 1882 in Dresden) war ein deutscher Jugend- und Volksschriftsteller sowie Buchhändler.

## Leben
Alexander Friedrich Franz Hoffmann besuchte bis zum 15. Lebensjahr das Gymnasium in Bernburg, begab sich anschließend nach Stuttgart und trat als Lehrling in die Buchhandlung seines älteren Bruders Karl ein. Während seiner Lehrzeit besuchte er oft das Theater und war geneigt, Schauspieler zu werden, verzichtete aber auf Zureden seiner Verwandten darauf und stand seinem Bruder weiterhin als Gehilfe zur Seite. Später machte er sich selbstständig und gründete zunächst 1839 in Zürich, dann in Goslar eine eigene Buchhandlung.
1842 publizierte Hoffmann seine ersten Jugendschriften. Diese fanden solchen Beifall, dass er sich entschied, sein Geld nur noch als Schriftsteller zu verdienen. Zur Verbesserung seiner mangelhaften Bildung hörte er in Halle Vorlesungen in Philosophie und den Naturwissenschaften und erwarb in der ersteren Disziplin den Doktorgrad. In den nächsten Jahren hielt er sich, zeitweise trotz unermüdlicher Tätigkeit in Armut lebend, in Ballenstedt am Harz, Stuttgart, Halle und Dessau auf. 1856 wählte er als dauerhaften Wohnsitz Dresden, wo er sehr zurückgezogen lebte und 1882 nach langen, schweren Leiden im Alter von 68 Jahren starb. Er war dreimal verheiratet und hinterließ drei Töchter.

## Werk

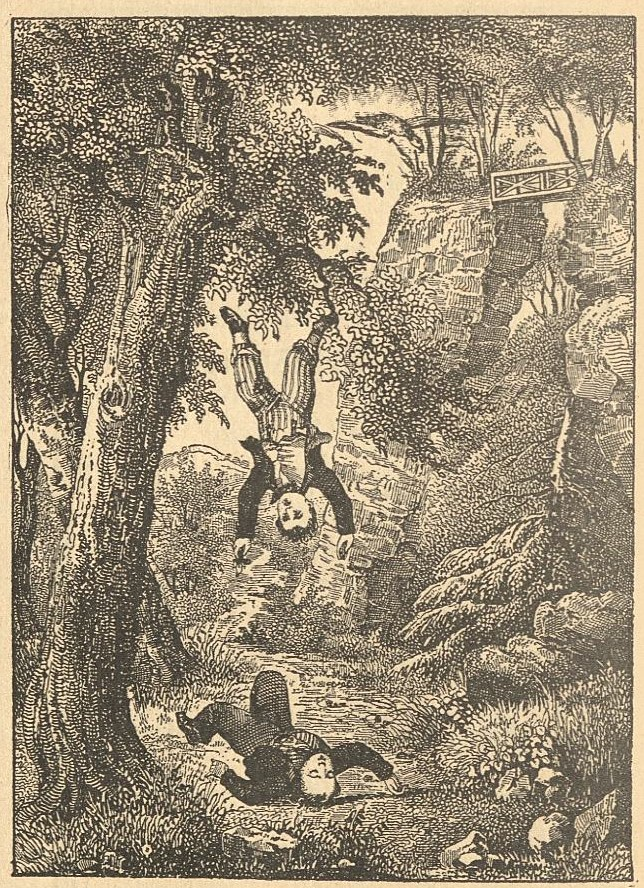
Nesträuber (1850)

Während seiner 40-jährigen literarischen Laufbahn verfasste Hoffmann gegen 250 größere und noch viel mehr kleinere Erzählungen, die teils einzeln, teils in Sammlungen und Zeitschriften erschienen. Zur Veröffentlichung seiner Werke ging er Kontrakte mit insgesamt zehn Verlegern, insbesondere Schmidt & Spring, ein. In manchen Jahren musste er infolge vertraglicher Verpflichtungen den Buchhändlern mehr als 20 umfangreiche Geschichten liefern, die deswegen häufig in Aufbau und sprachlichem Ausdruck deutlich schematisiert sind. Unter den kritischen Historikern der Jugendliteratur konstatierte insbesondere Heinrich Wolgast in seinem Werk Das Elend unserer Jugendliteratur (1896) das niedrige Niveau der Werke Hoffmanns und deren tendenzielle Verfälschung der Realität. Trotzdem fanden die meisten Schriften Hoffmanns zu seinen Lebzeiten weite Verbreitung und erlebten mehrere Auflagen; einige von ihnen wurden in viele moderne Kultursprachen übersetzt.
Die für Kinder und Jugendliche bestimmten Erzählungen Hoffmanns haben meist einen stark moralisch-religiösen Charakter. Beispielsweise sind von dieser Tendenz geprägt seine für das frühe Kindesalter bis zum achten Lebensjahr bestimmten, leicht verständlichen Kurzgeschichten wie 150 moralische Erzählungen für kleine Kinder (1842),  welches Werk fast den Charakter einer Erbauungsschrift hat und nicht weniger als 17 Auflagen erlebte, ferner Märchen und Fabeln für kleine Kinder (1842), Geschichtenbuch für die Kinderstube (1844) und andere.
Teilweise loben Hoffmanns Jugendschriften in allgemeinen Zügen sittlichen Lebenswandel oder stellen die Schändlichkeit sittenloser Lebensführung abschreckend dar, teils empfehlen sie einzelne Tugenden wie Familienliebe, Freundschaft, Ehrlichkeit, Fleiß, Geduld, Wohltätigkeit und Hilfsbereitschaft gegen Arme und Unglückliche, oder sie warnen vor Lastern wie Eigen- und Leichtsinn. Im Bemühen um eindringliche Darstellung verfällt Hoffmann hier nicht selten in Pedanterie und Unwahrscheinlichkeit. Seine Helden überragen jedes normale menschliche Maß. Sie zeichnen sich durch unnatürlich große Herzensgüte und Sittlichkeit oder durch außergewöhnliche Lasterhaftigkeit aus. Überdies wird die Tugend ohne Rücksicht auf reale Verhältnisse durch Leiden schließlich stets zum Sieg, das Laster stets zum Untergang geführt (z. B. Der Mensch denkt, Gott lenkt, 1851; Wie man’s treibt, so geht’s, 1869). Die letztliche Belohnung von anständigem Verhalten nach durchgestandenem Leid wird in Hoffmanns Geschichten oft durch unwahrscheinliche „Zufälle“ hervorgerufen. So wendet sich beispielsweise in der Erzählung Brave Leute (1856) die unverschuldet eingetretene Not durch einen Lotteriegewinn, einen zurückkehrenden, verschollenen Verwandten und einen in der Bibel wiedergefundenen Schuldschein plötzlich ins Gute.
Die Moral der Geschichte wird häufig schon im Titel in der kurzen und eindringlichen Form eines Sprichwortes dargeboten (z. B. Wie die Saat, so die Ernte; Frisch gewagt ist halb gewonnen; Jeder ist seines Glückes Schmied; Ein Mann, ein Wort; Recht muß Recht bleiben; Zeit ist Geld; Hochmuth kommt vor dem Fall). Gelegentlich tritt sie aber auch in religiöser Einkleidung auf (Der alte Gott lebt noch, 1847; Was Gott thut, das ist wohlgethan, 1848; Der Segen des Herrn macht reich ohne Mühe, 1849; u. a.). Keine von Hoffmanns Erzählungen trägt dabei einen ausgesprochen konfessionellen Charakter, einige stellen Toleranz gegen Andersgläubige als gottgefälliges Verhalten dar (z. B. Moschele, 1854; Schmulche-Leben, 1855), und so fanden sie bei den Angehörigen aller Bekenntnisse Anklang.
Für den Autor ist auch nicht die Zugehörigkeit eines Menschen zu einer bestimmten Ethnie, sondern seine Tugendhaftigkeit entscheidend (z. B. Mohr und Weißer, 1850). Ebenso suchte er die Verschiedenheiten des Standes und Vermögens als unwesentlich hinzustellen und zu zeigen, dass auch in den bescheidensten Verhältnissen Zufriedenheit und glückliches Familienleben möglich sei (z. B. Arm und Reich, 1845; Das wahre Glück, 1846; Brave Leute, 1856; Ohnmacht des Reichthums, 1859).
Für viele seiner Werke übersetzte und bearbeitete Hoffmann spannende Geschichten fremdländischer Autoren für die deutsche Jugend, so Miguel de Cervantes’ Roman Don Quijote (Leben des edlen und tapfern Ritters Don Quixote von La Mancha, 1844) und verschiedene Abenteurerromane von James Fenimore Cooper (Lederstrumpf-Erzählungen, 2 Bde., 1846; Narramatta; Mark’s Riff, 1855; Conanchet, 1857; Der rothe Seeräuber, 1861; Capitän Spike oder die Golfinseln, 1869), Frederick Marryat (Der neue Robinson oder der Schiffbruch des Pacific, 1843; Erziehung und Leben, 1847, Auflage von 1873 unter dem Titel Jack, der tapfere Midshipman), Jonathan Swift (Gulliver’s Reisen in unbekannte Länder, 1844), Thomas Mayne Reid (Die Ansiedler in der Prärie, 1854; Ein Robinson der Wüste; Der Büffeljäger am Lagerfeuer, 1875) und Robert Montgomery Bird (Die Gefahren der Wildnis, 1847).
Der Zuspruch, den diese abenteuerlichen Geschichten fanden, veranlasste Hoffmann zur Abfassung selbst erfundener ähnlicher Geschichten, die in fremden Ländern oder auf fernen Meeren spielen (Der Goldsucher; Die Eroberung von Mexiko; Der Schatz des Inka; Die Belagerung von Boston; Wilde Scenen in Südafrika; u. a.),  wobei er bisweilen Plagiate fabrizierte. In diesen Erzählungen verwendete er zur Spannungssteigerung auch Schilderungen von Mord und Blutvergießen, Marterszenen und anderen Grausamkeiten. Ferner entlehnte er mehrfach seine Stoffe alten Fabeln, Märchen und Sagen der in- und ausländischen Literatur für sehr erfolgreiche eigene Bearbeitungen und Sammlungen, so Die Geschichte von Reineke dem Fuchs (1847), Deutsche Volksmärchen (1847); Die schönsten Mährchen der Tausend und einen Nacht (1851);  und seine Deutsche Sagen (4 Bde., 1848–50), fanden solchen Beifall, dass 1853 mit Rübezahl und andere deutsche Sagen ein weiterer Band dieses Genres erschien. Auch merkwürdige geschichtliche Begebenheiten griff der Autor für Bearbeitungen in neuem Gewand auf  (Deutsche Helden der Vorzeit; Die Geschichte vom Tell, 1845; u. a.). Ebenso suchte er durch Lebensbeschreibungen großer Männer, die er als Vorbilder bezeichnete, Jugendliche zur Nacheiferung anzuregen (z. B. Mozart’s Jugendjahre, 1870; Ludwig van Beethoven, 1871; Schiller’s Jugendjahre, 1872).
Nach der Herausgabe des Taschenbuchs für die deutsche Jugend (1844–46) ließ Hoffmann jedes Jahr kurz vor Weihnachten einen stattlichen Sammelband  des Neuen deutschen Jugendfreunds erscheinen, welche  großen Einfluss auf die deutsche Jugend ausübte und auch nach seinem Tode bis zum Ersten Weltkrieg fortgesetzt wurde. Jeder Jahrgang enthält Erzählungen, Schilderungen aus der Länder- und Völkerkunde und aus der Naturgeschichte, Biographien, Sagen, Märchen, Gedichte, Rätsel, Spiele und viele meist künstlerisch wertlose Abbildungen. Allein bei den Gedichten bequemte er sich, die Namen von deren Verfasser wie z. B. Theodor Storm und Friedrich Hebbel anzuführen. Ein anderes periodisches Unternehmen war die von ihm begründete und viele Jahre geleitete, im Verlage von Schmidt & Spring erschienene Jugendbibliothek. Daneben lieferte er noch Beiträge für Trewendts Jugendbibliothek, Kröners Universalbibliothek für die Jugend, Bagels Neue Jugendbibliothek, sowie für eine große Reihe anderer Sammelwerke und Jugendschriften.
Außerdem wirkte Hoffmann auch für weite Kreise der Erwachsenen durch seine zahlreichen Volksschriften, die relativ trivial gestrickt sind und ohne Anstrengung des Intellekts zu unterhalten und zu belehren suchen. Hierher sind etwa als zahmes Erzeugnis des Sturmjahres 1848 das Politische Hausbüchlein für den deutschen Bürgers- und Bauersmann sowie 300 Charaden, Worträthsel und Räthselfragen (1849) zu rechnen. Als Missgriff erwies sich ein Illustrirter Volkskalender, den Hoffmann seit 1851 unter Mitwirkung namhafter Schriftsteller und Künstler in Monatsheften erscheinen ließ, der aber wegen seines hohen Preises schon im zweiten Jahre wieder einging.